# Newry City Athletic Football Club
El Newry City Athletic Football Club es un club de fútbol de Irlanda del Norte, con sede en Newry, Condado de Down. Fue fundado en 2013, y compite en la NIFL Premier Intermediate League, la tercera categoría del fútbol norirlandés.

## Historia
Fue fundado en el año 2013 en la ciudad de Newry, Irlanda del Norte como la reencarnación del Newry City FC, equipo fundado en 1918 y que desaparecío en septiembre de 2012 a petición del exjugador y entrenador Gerry Flynn. La mayoría de los jugadores del equipo original se fueron al Warrenpoint Town FC. El equipo conserva los colores y el logo del club desaparecido, aunque legalmente no es reconocido como la reencarnación del Newry City FC de manera oficial.
Existieron reuniones para que el club jugara en la Liga de Irlanda de República de Irlanda pero resultaron sin efecto, y el nombre propuesto para el club era Newry City 2012 pero perdió, se afilío a la Asociación Irlandesa de Fútbol como miembro de la Mid-Ulster Football League, sexta división nacional.
Tres años después llegan a la NIFL Premier Intermediate League, la tercera división nacional, terminando segundo lugar y enfrentando el playoff de ascenso, venciendo al Armagh City FC por 7-2 en el marcador global y asciende a la NIFL Championship, su tercer ascenso en cuatro años.
En la temporada 2017/18 termina en segundo lugar de su división y logra el ascenso a la NIFL Premiership venciendo en la serie de playoff al Carrick Rangers por 6-3, con lo que la ciudad volvía a tener a un equipo en primera división por primera vez desde 2011, aunque descendió tras una temporada.
En la temporada 2021/22 es campeón por primera vez de la NIFL Championship y regresa a la primera división.

## Palmarés

### Torneos nacionales
- Segunda División (1): 2021-22

### Torneos regionales
- Mid-Ulster Cup (1): 2022-23

## Rivalidades
Su pirincipal rival es el equipo vecino Warrenpoint Town FC, equipo que tomó a la mayoría de los jugadores del desaparecido Newry City FC.